# Сриниваса Рамануџан
Сриниваса Ађангар Рамануџан (там. ஸ்ரீனிவாஸ ராமானுஜன் ஐயங்கார், Ероде, 22. децембар 1887 — Ченај, 26. април 1920) је био индијски математичар који је због своје дубоке интуиције као и високе способности манипулације бројевима остао запамћен као један од највећих математичких умова у скоријој историји. Практично не прошавши никакав формалан вид математичког образовања, значајно је допринео пољима математичке анализе и теорије скупова. Његов живот је био инспирација за лик Вила Хантинга у филму Добри Вил Хантинг.
Рамануџан је иницијално развио властита математичка истраживања изоловано: према Хансу Ајзенку: „Он је покушао да заинтересује водеће професионалне математичаре за свој рад, али није успео већим делом. Оно што је имао да им покаже било је превише ново, превише непознато и додатно представљено на необичне начине; њих то није занимало”. Тражећи математичаре који би могли боље разумети његово дело, 1913. године започео је поштанску преписку са енглеским математичаром Г. Х. Хардијем на Универзитету у Кембриџу у Енглеској. Препознавши Рамануџаново дело као изванредно, Харди је организовао његово путовање за Кембриџ. У својим белешкама, Харди је прокоментарисао да је Рамануџан израдио револуционарне нове теореме, укључујући и неке које су ме „потпуно поразиле; никада раније нисам видео ништа слично њима”, и неке недавно доказане, али високо напредне резултате.
Током свог кратког живота, Рамануџан је независно саставио скоро 3.900 резултата (углавном идентитета и једначина). Многи су били потпуно нови; његови оригинални и крајње неконвенционални резултати, као што су Рамануџанов прајм, Рамануџанова тета функција, формуле партиције и мок тета функције, отворили су читава нова подручја рада и инспирисали огроман број даљих истраживања. Од његових хиљада резултата, сви осим четрнаест су се до сада показали тачним. The Ramanujan Journal, научни часопис, основан је ради објављивања радова из свих области математике под утицајем Рамануџана, а његове свеске - које садрже сажетке његових објављених и необјављених резултата - анализиране су и проучаване деценијама након његове смрти као извор нових математичких идеја. Још 2012. истраживачи су и даље откривали да напомене које стоје као само коментари у његовим списима о „једноставним својствима” и „сличним резултатима” за одређене налазе, саме по себи представљају дубоке и суптилне резултате теорије бројева који су остали неочекивани до скоро једног века након његове смрти. Он је постао је један од најмлађих стипендиста Краљевског друштва и тек други индијски члан, и први Индијац изабран за сарадника Тринити колеџа у Кембриџу. За своја оригинална писама, Харди је изјавио да је један поглед био довољан да покаже да их је могао написати само математичар највишег калибра, упоређујући Рамануџана са математичким генијем попут Ојлера и Јакобија.
Године 1919. лоше здравље - за које се сада верује да је хепатична амебијаза (компликација због епизода дизентерије много година раније) - изазвало Рамануџанов повратак у Индију, где је умро 1920. године у 32. години. Његова задња писма Хардију, написана јануара 1920. показују да је и даље производио нове математичке идеје и теореме. Његова „изгубљена свеска”, која садржи открића из последње године његовог живота, изазвала је велико узбуђење међу математичарима када је поново откривена 1976. године.
Као дубоко религиозан хиндуиста, Рамануџан је своје значајне математичке способности приписао божанству и рекао да му је математичко знање које је показао открила његова породична богиња Намагири Тајар. Једном је изјавио: „Једначина за мене нема значење ако не изражава мисао о Богу.”

## Младост
Рамануџан (дословно, „млађи брат Раме”, хиндуистичког божанства‍:12) рођен је 22. децембра 1887. у породици тамилског брахмана Ајенгара у месту Ерод, Мадраско председништво (сада Тамил Наду, Индија), у резиденцији његове баге и деде по мајци. Његов отац, Купусвами Сриниваса Ajенгар, пореклом из округа Танџавур, радио је као продавац у сари радњи.‍:17–18 Његова мајка, Комалатамал, била је домаћица и певала је у локалном храму. Они су живели у малом традиционалном дому у улици Сарангапани Саниди у граду Кумбаконам. Њихова породична кућа је сада музеј. Када је Рамануџан имао годину и по дана, његова мајка је родила сина Садагопана, који је умро мање од три месеца касније. У децембру 1889. Рамануџан је добио мале богиње, али се опоравио, за разлику од 4.000 других који су преминули у лошој години у округу Танџавур отприлике у то време. Са мајком се преселио у кућу њених родитеља у Канчипураму, у близини Мадраса (данас Ченај). Његова мајка је родила још двоје деце, 1891. и 1894. године, обоје од којих је умрло пре првог рођендана.
Дана 1. октобра 1892. Рамануџан је уписан у локалну школу. Након што је његов деда по мајци изгубио посао судског службеника у Канчипураму, Рамануџан и његова мајка су се вратили у Кумбаконам и он је био уписан у Кангајанску основну школу. Када му је деда по оцу умро, вратили су се код бабе и деде по мајци, који су тада живели у Мадрасу. Није му се свидела школа у Мадрасу и покушао је да избегне похађање. Његова породица је затражила помоћ локалног полицајца да се побрине да похађа школу. У року од шест месеци, Рамануџан се вратио у Кумбаконам.
Пошто је Рамануџанов отац већи део дана био на послу, мајка се бринула о дечаку, а они су имали блиску везу. Од ње је учио о традицији и пуранама, певао верске песме, похађао пуђе у храму и одржавао одређене прехрамбене навике - што је све део браманске културе. У Кангајанској основној школи Рамануџан је имао добре резултате. Непосредно пре него што је напунио 10 година, у новембру 1897, положио је основне испите из енглеског, тамилског језика, географије и аритметике са најбољим резултатима у округу. Те године Рамануџан је уписао вишу средњу школу у граду, где се сусрео са формалном математиком по први пут.
Као чудо од детета са 11 година, исцрпео је математичко знање два студента који су били подстанари у његовој кући. Касније му је дата на зајам књига о напредној тригонометрији коју је написао С. Л. Лони. Он је савладао то градиво у својој тринаестој години самостално откривајући софистициране теореме. До своје 14. године добио је сертификате о заслугама и академске награде, што се наставило током целе његове школске каријере, и он је помагао школи у логистици расподеле њених 1.200 ученика (сваки са различитим потребама) за приближно 35 наставника. Он је комплетирао математику испите у пола предвиђеног времена и показао познавање геометрије и бесконачних серија. Рамануџану је 1902. показано како да решава кубне једначине; он је развио сопствену методу за решавање функција четвртог реда. Следеће године покушао је да реши функцију петог реда, не знајући да је радикали не могу решити.
Године 1903, када је имао 16 година, Рамануџан је од пријатеља набавио библиотечку копију Синопсиса елементарних резултата у чистој и примењеној математици, збирке Г.С. Кара са 5000 теорема. Рамануџан је детаљно проучио садржај те књиге. Књига је опште призната као кључни елемент у буђењу његовог генија. Следеће године Рамануџан је независно развио и истражио Бернулијеве бројеве и израчунао Ојлер-Маскеронијеву константу до 15 децималних места. Његови вршњаци у то време су изјављивали да га „ретко разумеју” и да на њега „гледају с поштовањем”.

### Везе ка биографијама
- O'Connor, John J.; Robertson, Edmund F. „Сриниваса Рамануџан”. MacTutor History of Mathematics archive. University of St Andrews.
- Биографски есеј о Рамануџану (језик: енглески)
- Чланак о 100 Тамила 20. века (језик: енглески)
- Кратка Рамануџанова биографија (језик: енглески)
- Магични геније (језик: енглески)
- Страст према бројевима (језик: енглески)

### Везе ка мултимедијалним записима
- Би-би-сијев радио програм о Рамануџану (језик: енглески)
- Биографска песма о Рамануџану (језик: енглески)

### Остале везе
- „Филм у славу математичког генија”. Би-би-си. 16. 3. 2006. Приступљено 29. 02. 2008.
- Играни филм о математичком генију (језик: енглески)
- Награда међународне математичке уније која носи Рамануџаново име (језик: енглески)
- Рамануџанов задатак Архивирано на веб-сајту  (6. јануар 2005) (језик: руски)
- Рамануџанови бројеви (језик: енглески)
- Рамануџанове свеске и записи (језик: енглески)
- Страница из Рамануџанове друге свеске (језик: енглески)